# José Vantolrá
José Raymundo Vantolrá Rangel (Città del Messico, 30 marzo 1943) è un ex calciatore messicano, di ruolo difensore.

## Carriera
Con la nazionale messicana ha preso parte ai Mondiali 1970.

## Palmarès

### Club

#### Competizioni nazionali
- Campionato messicano: 2

Toluca: 1966-1967, 1967-1968
- Supercoppa del Messico: 2

Toluca: 1967, 1968

#### Competizioni internazionali
- CONCACAF Champions League: 1

Toluca: 1968